# Cosmoscarta pictilis
Cosmoscarta pictilis är en insektsart som först beskrevs av Carl Stål 1854.  Cosmoscarta pictilis ingår i släktet Cosmoscarta och familjen spottstritar. Inga underarter finns listade i Catalogue of Life.